# Collegio uninominale Emilia-Romagna - 01 (Camera dei deputati 2020)
Il collegio elettorale uninominale Emilia-Romagna - 01 è un collegio elettorale uninominale della Repubblica Italiana per l'elezione della Camera dei deputati.

## Territorio
Come previsto dalla legge n. 51 del 27 maggio 2019, il collegio è stato definito tramite decreto legislativo all'interno della circoscrizione Emilia-Romagna.
È formato dal territorio dell'intera provincia di Piacenza (46 comuni) e da 8 comuni della provincia di Parma: Busseto, Fidenza, Fontanellato, Pellegrino Parmense, Polesine Zibello, Roccabianca, Salsomaggiore Terme e Soragna.
Il collegio è parte del collegio plurinominale Emilia-Romagna - 01.

## Eletti
| Elezione | Elezione | Deputato     | Partito           |
| -------- | -------- | ------------ | ----------------- |
|          | 2022     | Tommaso Foti | Fratelli d'Italia |

## Dati elettorali

### XIX legislatura
Come previsto dalla legge elettorale, 147 deputati sono eletti con sistema a maggioranza relativa in altrettanti collegi uninominali a turno unico.
| Candidati                                 | Candidati              | Voti    | %     | Liste                                                | Voti    | %     |
| ----------------------------------------- | ---------------------- | ------- | ----- | ---------------------------------------------------- | ------- | ----- |
|                                           | Tommaso Foti ✔️ Eletto | 92 702  | 52,53 | Fratelli d'Italia                                    | 58 105  | 32,93 |
| Lega per Salvini Premier                  | Tommaso Foti ✔️ Eletto | 92 702  | 52,53 | 18 975                                               | 10,75   |       |
| Forza Italia                              | Tommaso Foti ✔️ Eletto | 92 702  | 52,53 | 14 232                                               | 8,07    |       |
| Noi moderati/Lupi - Toti - Brugnaro - UDC | Tommaso Foti ✔️ Eletto | 92 702  | 52,53 | 1 390                                                | 0,79    |       |
|                                           | Beatrice Ghetti        | 45 310  | 25,68 | Partito Democratico-IDP                              | 34 304  | 19,44 |
| Alleanza Verdi e Sinistra                 | Beatrice Ghetti        | 45 310  | 25,68 | 5 315                                                | 3,01    |       |
| +Europa                                   | Beatrice Ghetti        | 45 310  | 25,68 | 5 159                                                | 2,92    |       |
| Impegno Civico - Centro Democratico       | Beatrice Ghetti        | 45 310  | 25,68 | 532                                                  | 0,30    |       |
|                                           | Carmine De Falco       | 14 538  | 8,24  | Movimento 5 Stelle                                   | 14 538  | 8,24  |
|                                           | Sabrina De Canio       | 13 479  | 7,64  | Azione - Italia Viva - Calenda                       | 13 479  | 7,64  |
|                                           | Cinzia Cicognini       | 3 294   | 1,87  | Italexit                                             | 3 294   | 1,87  |
|                                           | Elisa Zerbini          | 2 430   | 1,38  | Italia Sovrana e Popolare                            | 2 430   | 1,38  |
|                                           | Elena Anelli           | 1 827   | 1,04  | Unione Popolare                                      | 1 827   | 1,04  |
|                                           | Enrico Scotti          | 1 501   | 0,85  | Vita                                                 | 1 501   | 0,85  |
|                                           | Rosario Brancati       | 1 033   | 0,59  | Partito Animalista Italiano – UCDL – 10 Volte Meglio | 1 033   | 0,59  |
|                                           | Roberto Calestani      | 206     | 0,12  | Noi di Centro – Europeisti                           | 206     | 0,12  |
|                                           | Tracy Apontuah         | 139     | 0,08  | Sud chiama Nord                                      | 139     | 0,08  |
| Totale                                    | Totale                 | 176 459 | 100   |                                                      | 176 459 | 100   |
|                                           |                        |         |       |                                                      |         |       |
| Schede bianche                            | Schede bianche         | 2 577   | 1,40  |                                                      |         |       |
| Schede nulle                              | Schede nulle           | 4 526   | 2,47  |                                                      |         |       |
| Votanti                                   | Votanti                | 183 562 | 69,94 |                                                      |         |       |
| Elettori                                  | Elettori               | 262 450 |       |                                                      |         |       |